# 레이니 (대한민국의 음악 그룹)
레이니는 대한민국의 음악 그룹이다. 2012년 디지털 싱글 앨범 [이별말]로 데뷔했다.